# Andrzej Sapkowski
Andrzej Sapkowski (født 21. juni 1948 i Łódź) er en populær polsk fantasy-forfatter. Han er mest kendt for sine bøger om witcheren Geralt fra Rivia.
Sapkowski startede sin forfatterkarriere med novellen ”Wiedźmin” (”Witcheren”) som blev trykt i det polske månedsblad Fantastyka i 1986. I de følgende år fik han trykt flere noveller, og disse er senere blevet udgivet som novellesamlingen Det sidste ønske der udgør første bind af Witcher-serien.
På grundlag af Sapkowskis bøger om witcheren er der blevet skabt flere andre kulturprodukter, både i forfatterens hjemland og på den internationale scene:
En serie af computerspil udviklet af CD Projekt RED i tre dele: The Witcher (2007), The Witcher 2: Assassins of Kings (2011) og The Witcher 3: Wild Hunt (2015).
En polsk spillefilm (2001) og en polsk tv-serie (2002), begge instrueret af Marek Brodzki og med Michał Żebrowski i hovedrollen.
En engelsksproget serie produceret af Netflix, med Henry Cavill i hovedrollen og med bl.a. Lars Mikkelsen og Kim Bodnia i biroller. Første sæson havde premiere 20/12 2019, anden sæson 17/12 2021.
En tegneserie med tekst af Maciej Parowski og tegninger af Bogusław Polch, udgivet i seks bind i 1993-95, genudgivet i en etbindsudgave i 2015.
En musical som havde premiere 15/9 2017 på Teatr Muzyczny i Gdynia.
Sapkowski har modtaget en lang række priser og udmærkelser, heriblandt Janusz A. Zajdel-prisen i 1990, 1992, 1993, 1994 og 2002, David Gemmell Legend Award i 2009, European Science Fiction Societys ærespris ”European Grand Master” i 2010, Gloria Artis sølvmedalje (uddelt af Polens kulturminister) i 2012 og World Fantasy Award i 2016.
Sapkowskis bøger er blevet oversat til en lang række sprog, heriblandt bulgarsk, dansk, engelsk, estisk, finsk, fransk, hollandsk, hviderussisk, italiensk, kinesisk, litauisk, portugisisk, russisk, serbisk, slovakisk, spansk, svensk, tjekkisk, tysk, ukrainsk og ungarsk.